# Luana Bertolucci
Luana Bertolucci Paixão (født 2. maj 1993), mest kendt som Luana eller Luaninha, er en kvindelig brasiliansk fodboldspiller, der spiller midtbane for franske Paris Saint-Germain i Division 1 Féminine og Brasiliens kvindefodboldlandshold.
Hun fik landsholdsdebut i december 2012, mod Danmark, efter at have haft flere succesfulde år på flere af ungdomslandsholdene. Hun deltog også under VM 2019 i Frankrig, hvor hun blev skiftet ind under slutrunden, efter Adriana Leal da Silva havde fået en knæskade.
Luana har tidligere spillet for norske Avaldsnes IL fra 2014 til 2018, hvorefter hun skiftede til sydkoreanske Hwacheon KSPO WFC. Hun skiftede i vinterpausen 2020, til den franske storklub Paris Saint-Germain i Division 1 Féminine.